# Otiothops oblongus
Otiothops oblongus is een spinnensoort uit de familie Palpimanidae. De soort komt voor in Saint Vincent, Trinidad, Venezuela, Guyana en Brazilië.